# Bryum cognatum
Bryum cognatum är en bladmossart som beskrevs av Mitten 1859. Bryum cognatum ingår i släktet bryummossor, och familjen Bryaceae. Inga underarter finns listade i Catalogue of Life.